# Salvatierra de Esca
Salvatierra de Esca (aragónul Salvatierra d'Esca) település Spanyolországban,  Zaragoza tartományban. Salvatierra de Esca Fago, Canal de Berdún, Sigüés, Castillo-Nuevo, Navascués-Nabaskoze, Burgui – Burgi és Garde községekkel határos. Lakosainak száma 194 fő (2024).

## Népesség
A település népessége az utóbbi években az alábbiak szerint változott:
| Lakosok száma | 276  | 269  | 249  | 244  | 210  | 211  | 212  | 199  | 199  | 194  |
|               | 2001 | 2004 | 2007 | 2009 | 2012 | 2014 | 2017 | 2019 | 2022 | 2024 |